# (6348) 1995 CH1
1995 سي إتش 1 (ويعرف أيضًا باسم (6348) 1995 سي إتش 1 وفق تسمية الكوكب الصغير) (بالإنجليزية: 1995 CH1)‏ هو كويكب ضمن حزام الكويكبات؛ وترتيبه 6348 من حيث الاكتشاف.
اكتُشف هذا الجُرم الفلكي بواسطة هيروشي كانيدا في 3 فبراير 1995.

## وصلات خارجية
- (6348) 1995 CH1 في قاعدة بيانات مختبر الدفع النفاث لأجرام النظام الشمسي الصغيرة

- الاكتشاف · مخطط المدار ·  العناصر المدارية · المعلمات المادية

- (6348) 1995 CH1 على موقع ويكي سكاي: DSS2, SDSS, GALEX, IRAS, Hydrogen α, X-Ray, Astrophoto, Sky Map, Articles and images